# Lawreotiki
Lawreotiki (gr. Δήμος Λαυρεωτικής, Dimos Lawreotikis) – gmina w Grecji, w administracji zdecentralizowanej Attyka, w regionie Attyka, w jednostce regionalnej Attyka Wschodnia. Siedzibą gminy jest Lawrio. W 2011 roku liczyła 25 102 mieszkańców. Powstała 1 stycznia 2011 roku w wyniku połączenia dotychczasowych gmin Lawreotiki i Kieratea oraz wspólnoty Ajos Konstandinos.